# 信濃グランセローズ
信濃グランセローズ（しなのグランセローズ、Shinano Grandserows）は、プロ野球独立リーグ・ベースボール・チャレンジ・リーグ（ルートインBCリーグ）に所属する長野県のプロ野球チーム。2007年加盟。

## 概要
都道府県名の「長野」ではなく、令制国名の「信濃」を冠している（発足当時のリーグでは唯一。2015年からは武蔵ヒートベアーズも令制国名を名乗ったが、2018年10月より埼玉武蔵ヒートベアーズに改名し、「令制国名のみ」ではなくなった）。愛称のグランセローズ（Grandserows）は、"Grand"（壮大な、気高い）と "serows"（カモシカ）の造語で、カモシカは長野県の県獣である。
リーグが6球団となり、2地区制を導入した2008年から2014年までは上信越地区に所属していた。8球団に増えた2015年からは西地区に属しており、以前の上信越地区の他チームが東地区に属していたため、2019年までは唯一「地区を移った」球団だった（2020年より新潟が西地区に移転する予定だった）。2020年シーズンは新型コロナウイルスの感染拡大の影響による開催方式の変更に伴い、福島・新潟・群馬と「中地区」を構成して、その中で群馬と「グループC」に所属する形でリーグ戦を実施し、2021年も中地区に所属した。リーグが8球団体制となった2022年と2023年は北地区（North Division、2021年の中地区に相当）に所属した。地区制を取らなかった2024年を挟み、2地区制が復活した2025年は2019年以来の西地区所属となる。
当初よりリーグに加盟する4球団（他に新潟・富山・石川）の中で、創設から10年間唯一リーグ優勝未経験であったが、11年目となる2017年に初優勝を達成した。
2024年シーズン以降は、リーグ発足から継続して加盟する唯一の球団となっている。

### 開催球場
※本節の出典は、特記以外についてはリーグウェブサイトの試合日程による。
2024年までに公式戦（公式戦扱いされる交流戦を含む）を実施したことのある球場は下記の通り（開催年注記のない球場は全シーズンで開催）。長野県の10地域区分のうち、木曽地域では開催実績がない。
- 長野地域
  - 長野オリンピックスタジアム（オリスタ）
  - 長野県営野球場 （2011年 - ）
- 北信地域
  - 中野市営野球場
- 上田地域
  - 長野県営上田野球場
- 松本地域
  - 松本市野球場（セキスイハイム松本スタジアム、2020年は改修工事[11]でなし）
  - 松本四賀球場（2020年 - ）
- 佐久地域
  - 小諸市南城公園野球場（大栄小諸球場）
  - 佐久総合運動公園野球場（2018年 - 2019年、2021年 - 2023年[注釈 2]）2025年は1試合を予定[12]。
- 諏訪地域
  - 諏訪湖スタジアム（しんきん諏訪湖スタジアム）
  - 茅野市運動公園野球場（2011年 - 2016年）
- 上伊那地域
  - 伊那スタジアム（伊那ニッパツ野球場）
  - 伊那市営野球場（2011年、雨天代替[13]）
  - 南箕輪村営大芝公園野球場（2015年 - 2016年[注釈 3]）2025年の日程では9年ぶりに1試合が予定されている[12]。
- 南信州地域
  - 長野県営飯田野球場（綿半飯田野球場）
- 北アルプス地域
  - 大町市運動公園野球場（2007年 - 2011年、2020年）

リーグ発足当時の他球団同様、本拠地を定めていないが、発足から2017年までは長野オリンピックスタジアム（オリスタ）が年間最多開催球場だった。2018年は長野県営が8試合で最多となり、松本がそれに次いで（6試合）、オリスタは5試合で3番目であった。2019年も前年に続いて長野県営が9試合でトップ、次いで松本6試合、中野5試合の順で、オリスタはさらに減少して2試合であった。
2020年は新型コロナウイルスに伴う変更前の日程では、最多開催は前年に続いて長野県営球場の8試合だったが、実際には中野市営球場が7試合で最多（長野県営は5試合）となった。2021年は最多開催は前年に続いて長野県営の9試合だった。2022年と2023年は、いずれも長野県営が8試合で最多だった。
ポストシーズンゲームについては、2017年の地区チャンピオンシップは長野県営（オリスタで予定していた1試合が中止となり順延）、リーグチャンピオンシップは中野とオリスタ、グランドチャンピオンシップは2試合ともオリスタで実施した。2019年の地区チャンピオンシップは中野で、リーグチャンピオンシップは佐久総合運動公園とオリスタで、それぞれ開催された。2020年の地区チャンピオンシップは、松本四賀球場で開催された。2022年の地区チャンピオンシップおよびリーグチャンピオンシップは中野で開催された。なお、2022年のリーグチャンピオンシップは第4戦を実施していた場合、諏訪湖スタジアムを使用する予定だった。2023年の地区チャンピオンシップはオリスタで、リーグチャンピオンシップは松本と中野で実施された。2024年のリーグプレーオフのファーストラウンドは最初の2試合が長野県営、3試合目が中野市営で実施された。

## 歴史
2006年、10月27日にチームの名称が「信濃グランセローズ」に決定。初代監督に元日本ハムファイターズなどの木田勇、同GMに今久留主成幸が就任。
2007年、4月28日の開幕戦は6832名の観客を集め、試合は引き分ける。6月19日にはリーグ初の交流戦となる対北海道日本ハムファイターズ二軍戦が行われ、1対8で敗れる。途中、7月19日まで9連勝を記録したが、この年は31勝35敗6引分、勝率.470で3位となり、観客は合計68,659人、1試合平均1,907人、1試合最高6,832人。
2008年、前後期とも上信越地区最下位に終わり、シーズン終了後に木田勇は監督を退任した。後任にはGMの今久留主成幸が就任した。NPBドラフト会議において鈴江彬が育成選手として千葉ロッテマリーンズから指名され、信濃からNPBへ初めての入団選手となった。
2009年、前後期とも2年連続で上信越地区最下位に終わり、シーズン終了後に監督の今久留が退任した。NPBドラフト会議では育成枠で高田周平が阪神タイガースから、星野真澄が読売ジャイアンツからそれぞれ指名を受ける。
2010年、前期は群馬に大きく離されながらも初の2位となる。後期は開幕から4連勝（1分含む）の好スタートを切りながら、7月から8月にかけ10連敗を喫して後退し、最下位に終わる。
2011年、3月11日に発生した東日本大震災と翌12日に発生した長野県北部地震の影響で開幕が1週間遅れとなる。前期は初めて勝率5割を越えて2位となる。後期は優勝マジックが点灯し、残り3試合でマジック2までこぎ着けたものの、そのあと3連敗して新潟に逆転優勝を許し、1.5ゲーム差の2位に終わる。
2012年、前後期ともに2位で通期勝率でも2位となる。新潟が前後期とも地区優勝したため初めて地区チャンピオンシップに進出し、3戦全勝が勝ち上がりの条件だったが、初戦に新潟に敗れて敗退。シーズン終了後、監督の佐野嘉幸が退任、後任には元日本ハムファイターズの岡本哲司が就任した。また、投手コーチとして元日本ハムの田中幸雄、選手兼任で打撃コーチに竜太郎、守備・走塁コーチに渡辺正人がそれぞれ就任した。
2013年は前期は3位、後期は2位の結果に終わる。シーズン終了後の11月17日、オリックス・バファローズ二軍監督就任が決まった岡本哲司の監督退任が発表された。後任には12月3日に投手の大塚晶文が就任することが発表された。
2014年は前年と同じ前期3位・後期2位の成績だった。大塚監督は7月21日の試合後に、ベンチ前で行ったミーティングで、3選手を平手打ちしたとして、7月26日に7試合の出場停止処分を受けた。シーズン終了後の10月3日、中日ドラゴンズのコーチ就任に伴い大塚晶文は監督を退任。後任には前横浜DeNAベイスターズコーチの岡本克道が就任した。また、守備走塁コーチに元・富山コーチの松井宏次の就任が12月25日に発表された。
2015年から西地区に所属することとなる。前期は福井ミラクルエレファンツと激しい首位争いを展開。6月19日の時点で0.5ゲーム差をつけて優位であったが、残り4試合に全敗し、福井の逆転優勝を許した。後期は8月16日時点で6勝9敗3分で4位（最下位）に転落、8月18日付で監督の岡本克道が成績不振の責任を取って退任し、総合コーチだった髙橋信二が選手兼任で監督代行に就任した。最終的に後期は4位であった。
10月23日、髙橋監督代行が古巣・北海道日本ハムのコーチに就任することが発表された。後任監督は、11月19日に本西厚博に決まったことが発表された。2016年1月5日、東北楽天ゴールデンイーグルス球団職員の有銘兼久が2016年の1シーズン、投手コーチとして派遣されることが発表された。
2016年2月、球団創設以来社長を務めた三沢今朝治が会長に退き、元中野市スポーツ振興課長の竹内羊一が後継の社長に就任した。この年度は前期は3位、後期は2位であった。後期開幕直前には負傷者により控え選手が手薄になったため、松井コーチが現役復帰する事態にも見舞われた。シーズン終了後の10月31日、本西監督の留任、有銘、松井両コーチの退任がそれぞれ発表された。
2017年前期は終盤に球団記録となる11連勝で優勝マジックが点灯したが、そのあと3連敗を喫して富山に逆転を許し、「悲願」の半期優勝はならなかった。防御率リーグ2位（四死球は最少）の投手陣や機動力を生かした攻撃で躍進する一方、薄い選手層が連戦での不調につながったと評されている。後期は7月から8月に5連勝を2度記録して首位となる。いったん2位に後退したが、そのあと8連勝を記録して首位を奪回、優勝マジック2が点灯した。マジック対象の富山が敗れてマジック1で迎えた9月2日の福井戦に勝利して後期優勝を決め、創設11年目で初の半期優勝を達成した。前期優勝の富山と対戦した地区チャンピオンシップを2勝0敗で制し、地区年間優勝も初めて達成した。群馬とのリーグチャンピオンシップは最終戦まで持ち込まれたが、3勝2敗で制し、11年目で初のリーグ優勝を達成した。初出場となったグランドチャンピオンシップは、徳島インディゴソックスと対戦成績タイまで持ち込んだが、第5戦（6回表コールドゲーム）に敗れ、独立リーグ日本一はならなかった。
2018年前期は福井との首位争いとなり、5月31日には優勝マジック11が点灯した。マジックの消滅と点灯を繰り返したのち、6月16日には残り3試合でマジックを2まで減らし、次の福井戦に勝てば優勝となった。しかし福井戦に敗れ、最終的に同勝率ながら直接対戦成績の優劣で福井が優勝となり、半期連覇を逃した。後期は9連敗（1分を含む）を記録して3位に終わり、9月17日に監督の本西が今季限りで退任することが発表された。11月6日、来シーズンの監督に、前東北楽天ゴールデンイーグルスコーチで松本市出身の柳沢裕一の就任が発表された。
2019年前期は序盤出遅れるも、5月下旬から6月上旬にかけて引き分けを挟む6連勝を記録して上位に躍進した。富山と僅差の争いとなり、自チームの日程終了時点では首位だったものの自力優勝は決められず、富山の結果待ちとなる。富山がその後滋賀に敗れたことで、初の前期優勝が決まった。半期優勝は2017年後期以来5期ぶりとなる。後期は7月から8月にかけて9連勝、8月中旬にも6連勝を記録した。8月18日には優勝マジックが点灯し、8月31日の対石川戦に勝利して2年ぶりの後期優勝と初の前後期連覇を達成した。年間勝率2位の石川と対戦した地区チャンピオンシップは初戦を9対1で大勝し、2年ぶり2度目の西地区優勝となった。2年ぶりの出場となったリーグチャンピオンシップは栃木ゴールデンブレーブスとの対戦となった。しかし、ホームゲームも含めて1勝もできず、0勝1分3敗で2年ぶりのリーグ優勝はならなかった。
2020年は開幕から引き分けを挟んで球団新記録となる5連勝を記録、その後も8月に球団新記録の12連勝（引き分け含む）を記録するなど優位にリーグ戦を進め、9月19日には中地区グループCからの地区チャンピオンシップ出場を決めた。このシーズンは他の大半の球団同様無観客で開幕し、7月10日から有観客試合に移行した。福島との対戦となった地区チャンピオンシップには12-6で大勝し、中地区優勝を達成した。リーグチャンピオンシップ準決勝の対福井戦では4点ビハインドから同点に追いついて延長戦に突入、延長10回裏に6-5でサヨナラ勝ちを収めて決勝に進出した。神奈川と対戦した決勝は0-1で惜敗し、3年ぶりのリーグ優勝はならなかった。
2021年は、6月から7月にかけ9連勝（1分含む）を記録して首位の群馬との差を詰め、7月31日には首位に立った。8月23日に再び首位を群馬に譲ったものの、終盤まで僅差での争いが続いた。9月12日にプレーオフ進出（ワイルドカード出場を含む）が決まったが、最終戦となる福島戦に敗れて優勝を逃し、ワイルドカードでの出場となった。プレーオフシリーズ準決勝は群馬と対戦し、1勝1敗のタイで迎えた第3戦にサヨナラ負けを喫して決勝進出はならなかった。シーズン終了後の12月16日、前オリックス・バファローズコーチの高口隆行が野手総合コーチに就任することを発表した。
2022年1月14日、前オリックス・バファローズの荒西祐大がコーチ兼任で入団することを発表。3月11日から春季キャンプを開始したが、その直後の3月18日以降選手が相次いで新型コロナウイルスに感染し、チーム全体練習を一時中止することとなった。8月29日、2年ぶりとなる地区優勝を達成。地区優勝決定後の8月31日、チームに新型コロナウイルス感染症の陽性判定者が5人出たことにより、9月2日の対福島戦が中止（延期）となった。公式戦2位の新潟と対戦した地区チャンピオンシップは初戦に勝利し（地区優勝チームは1勝のアドバンテージがある）、リーグチャンピオンシップへの出場権を得た。茨城アストロプラネッツと対戦したリーグチャンピオンシップは3勝0敗のストレートで、5年ぶりのリーグ年間優勝を達成した。2017年以来2度目の出場となったグランドチャンピオンシップ（今回より4チームのトーナメント制）は、初戦の高知ファイティングドッグスに勝って決勝に進出したものの、決勝では火の国サラマンダーズに完封負けを喫して、初優勝はならなかった。シーズン終了後の10月12日に野手総合コーチの高口の退任を発表。一方監督の柳沢と他の2人のコーチについては留任が10月14日に発表された。
2023年は、高い攻撃力で、後述の地区優勝の時点まで連敗は1回のみという戦いぶりを見せた。8月13日の対新潟戦に勝利して2年連続となる北地区優勝を達成した。2位新潟との地区チャンピオンシップは初戦に勝利して、2年連続でリーグチャンピオンシップに進んだ。埼玉と対戦したリーグチャンピオンシップは1勝3敗1分の成績で敗退し、連覇はならなかった。シーズン終了後にコーチの伊藤秀範と荒西の退任（荒西は選手としては自由契約）が発表された。11月17日に鈴木駿輔が台湾・楽天モンキーズに移籍することを発表し、海外プロチームへの選手移籍は信濃では初の事例となった。
初年度以来の1地区制となった2024年は、7月中旬には首位独走をうかがわせる状況だったが、月末には群馬に並ばれ、8月には神奈川も加わった3チームでの首位争いとなる。神奈川は8月に11連勝を記録して優勝し、2年ぶりの優勝を逃す2位で終わった。リーグプレーオフ（グランドチャンピオンシップ出場チームの選抜戦）に出場し、3位の群馬と対戦したファーストラウンド（2戦先勝制）Bブロックを2勝1敗で勝ち抜けてファイナルラウンドに進出した。リーグ優勝した神奈川と対戦したリーグプレーオフファイナルラウンドを2勝0敗で制し、2年ぶりのグランドチャンピオンシップ出場となった。
2年ぶりの出場となったグランドチャンピオンシップは、準決勝から参加して、愛媛マンダリンパイレーツ（四国アイランドリーグplus）を破って決勝に進出し、決勝でも同じリーグから開催県枠で出場した栃木を下して初優勝を達成した。
11月5日に、首脳陣のうち監督の柳沢とコーチ2名の留任が発表された。

## 成績

### シーズン
| 年度 | 期 | 監督                      | 順位 | 試合 | 勝利 | 敗戦 | 引分 | 勝率 | ゲーム差 | 打率        | 防御率      | 本塁打    |
| ---- | -- | ------------------------- | ---- | ---- | ---- | ---- | ---- | ---- | -------- | ----------- | ----------- | --------- |
| 2007 | 全 | 木田勇                    | 3    | 72   | 31   | 35   | 6    | .470 | 10.5     | --          | --          | --        |
| 2008 | 前 | 木田勇                    | 3    | 36   | 15   | 17   | 4    | .469 | 4.0      | --          | --          | -         |
| 2008 | 後 | 木田勇                    | 3    | 36   | 11   | 17   | 8    | .393 | 7.5      | --          | --          | -         |
| 2009 | 前 | 今久留主成幸              | 3    | 36   | 14   | 19   | 3    | .424 | 5.5      | --          | --          | --        |
| 2009 | 後 | 今久留主成幸              | 3    | 36   | 13   | 21   | 2    | .382 | 8.5      | --          | --          | --        |
| 2010 | 前 | 佐野嘉幸                  | 2    | 36   | 14   | 21   | 1    | .400 | 12.0     | --          | --          | --        |
| 2010 | 後 | 佐野嘉幸                  | 3    | 36   | 13   | 20   | 3    | .394 | 5.5      | --          | --          | --        |
| 2011 | 前 | 佐野嘉幸                  | 2    | 36   | 15   | 13   | 8    | .536 | 5.0      | --          | --          | --        |
| 2011 | 後 | 佐野嘉幸                  | 2    | 36   | 18   | 12   | 6    | .600 | 1.5      | --          | --          | --        |
| 2012 | 前 | 佐野嘉幸                  | 2    | 36   | 16   | 18   | 2    | .471 | 5.0      | --          | --          | --        |
| 2012 | 後 | 佐野嘉幸                  | 2    | 36   | 19   | 17   | 0    | .528 | 10.0     | --          | --          | --        |
| 2013 | 前 | 岡本哲司                  | 3    | 36   | 13   | 22   | 1    | .371 | 13.0     | --          | --          | --        |
| 2013 | 後 | 岡本哲司                  | 2    | 36   | 18   | 18   | 0    | .500 | 9.5      | --          | --          | --        |
| 2014 | 前 | 大塚晶文                  | 3    | 36   | 12   | 18   | 6    | .400 | 8.5      | --          | --          | --        |
| 2014 | 後 | 大塚晶文                  | 2    | 36   | 17   | 15   | 4    | .531 | 5.5      | --          | --          | --        |
| 2015 | 前 | 岡本克道 髙橋信二（代行） | 2    | 37   | 18   | 16   | 3    | .529 | 2.5      | .276(2位)   | 4.06(5位)   | 32(3位)   |
| 2015 | 後 | 岡本克道 髙橋信二（代行） | 4    | 35   | 11   | 20   | 4    | .355 | 7.5      | .276(2位)   | 4.06(5位)   | 32(3位)   |
| 2016 | 前 | 本西厚博                  | 3    | 36   | 16   | 17   | 3    | .485 | 4.5      | .280(1位)   | 3.64(4位)   | 34(4位)   |
| 2016 | 後 | 本西厚博                  | 2    | 36   | 15   | 18   | 3    | .455 | 5.0      | .280(1位)   | 3.64(4位)   | 34(4位)   |
| 2017 | 前 | 本西厚博                  | 2    | 35   | 21   | 14   | 0    | .600 | 1.0      | .287(2位)   | 3.67(2位)   | 44(5位)   |
| 2017 | 後 | 本西厚博                  | 1    | 36   | 26   | 10   | 0    | .722 | ※3.0     | .287(2位)   | 3.67(2位)   | 44(5位)   |
| 2018 | 前 | 本西厚博                  | 2    | 34   | 20   | 10   | 4    | .667 | 0.5      | .292(5位)   | 4.75(5位)   | 54(4位)   |
| 2018 | 後 | 本西厚博                  | 3    | 34   | 15   | 17   | 2    | .469 | 7.0      | .292(5位)   | 4.75(5位)   | 54(4位)   |
| 2019 | 前 | 柳沢裕一                  | 1    | 36   | 21   | 13   | 2    | .618 | ※0.5     | .289（3位） | 3.11（1位） | 44（4位） |
| 2019 | 後 | 柳沢裕一                  | 1    | 34   | 24   | 10   | 0    | .706 | ※3.5     | .289（3位） | 3.11（1位） | 44（4位） |
| 2020 | 全 | 柳沢裕一                  | 1    | 60   | 37   | 13   | 10   | .740 | ※17.0    | .288(4位)   | 3.59(3位)   | 37(3位)   |
| 2021 | 全 | 柳沢裕一                  | 2    | 64   | 36   | 20   | 8    | .643 | 2.0      | .305(1位)   | 3.98(5位)   | 50(1位)   |
| 2022 | 全 | 柳沢裕一                  | 1    | 63   | 37   | 21   | 5    | .625 | ※7.5     | .280(2位)   | 2.67(1位)   | 20(8位)   |
| 2023 | 全 | 柳沢裕一                  | 1    | 63   | 48   | 15   | 0    | .762 | ※9.5     | .298(1位)   | 3.29(1位)   | 47(1位)   |
| 2024 | 全 | 柳沢裕一                  | 2    | 54   | 33   | 19   | 2    | .635 | 0.5      | .298(1位)   | 3.72(1位)   | 49(1位)   |

- 2008年から2023年までの順位は地区（2014年までは上信越地区、2015年 - 2019年は西地区、2021年は中地区。2020年は中地区グループC、2022年 - 2023年は北地区）での順位、打率・防御率・本塁打はリーグ総合での順位。
- 優勝した期のゲーム差は※をつけて2位とのゲーム差を掲載。
- 金地はリーグ優勝、銀地は地区優勝。
- 2021年は、日程の打ち切り等により予定された6試合を未消化でシーズンを終了した。このほか、1試合が開催できずに引分扱いとなっている[123]。
- 2022年は、中止となったNPBファームとの交流戦2試合につき振替を実施せず、未消化となった。

### 地区チャンピオンシップ
※2019年までは全3戦（2勝）制、2020年はトーナメント、2022年以降は全2戦（2勝）制
- 2012年 - 0勝1敗（対戦は新潟。新潟は前後期制覇のため1勝で優勝）
- 2017年 - 地区年間優勝（2勝0敗、対戦は富山）
- 2019年 - 地区年間優勝（1勝0敗、対戦は石川。前後期制覇のため1勝で優勝）
- 2020年 - 地区年間優勝（福島に勝利）
- 2022年 - リーグチャンピオンシップ進出（1勝0敗、対戦は新潟、地区優勝のため1勝で勝ち抜け）
- 2023年 - リーグチャンピオンシップ進出（1勝0敗、対戦は新潟、地区優勝のため1勝で勝ち抜け）

### リーグチャンピオンシップ
※2019年以前と2022年以降は全5戦（3勝）制、2020年と2021年は4チームでのトーナメント
- 2017年 - 優勝（3勝2敗、対戦は群馬）
- 2019年 - 0勝1分3敗（対戦は栃木）
- 2020年 - 決勝敗退（対戦は神奈川）
- 2021年 - 準決勝敗退（対戦は群馬）
- 2022年 - 優勝（3勝0敗、対戦は茨城）
- 2023年 - 1勝1分3敗（対戦は埼玉）

### リーグプレーオフ
※グランドチャンピオンシップ出場チーム選抜戦
- 2024年 - 優勝（対戦は、ファーストラウンドは群馬、ファイナルラウンドは神奈川）

### グランドチャンピオンシップ
※2017年は5戦（3勝）制、2022年以降はトーナメント。
- 2017年 - 2勝3敗（対戦は徳島）
- 2022年 - 2位（高知に勝利、火の国に敗戦）
- 2024年 - 優勝（愛媛、栃木に勝利）

## マスコットキャラクター
チーム名称のカモシカをモチーフとした「グラッツェ」である。名称は「いつも感謝の心を忘れない」という意図で、イタリア語の「ありがとう」から付けられた。ユニホームの背番号は「2.2MILLION」で、これは長野県の人口220万人を表している。
また、スポンサー企業の一つが「守護神」として創作した、「カモシカとセロン星の場外ホームランボールとの合体児」の「セロン様」があり、ホームゲームの際には「セロン様神社」が球場に置かれ、「角を2回握ってから2柏手、1礼」が正式な参拝作法とされる。球団が初優勝を果たした翌2018年に、老朽化した神社の改修資金がクラウドファンディングで募られ、目標金額を達成した。
これらとは別に、2016年のシーズンには「BPフェアリープロジェクト」と称してポジションごとに「女神が遣わせた妖精」という設定の少女キャラクター（萌えキャラ）が新たに作られ（デザインは藤真拓哉）、デザインユニホームやキャラクターボイスとして声優の起用もおこなわれた。この試みはリーグなどによる実行委員会の提案「ボールパークフェアリーズプロジェクト」に信濃が賛同しておこなわれるもので、クラウドファンディングでグッズなどの製作費を募るとしていた。デザインユニホームは5月7日の対群馬ダイヤモンドペガサス戦で初めて使用された。しかし、BPフェアリーズを起用したイベントはこのシーズンで終了し、プロジェクトの公式ウェブサイトおよび公式twitterの更新も2017年以降はおこなわれていない。

## 応援スタイル
- 主催試合の試合前には、「君が代」に引き続き、長野県歌「信濃の国」を斉唱する。
- 試合中の応援は、私設応援団「REDSEROWS」のコール・手拍子に合わせて行われる。

## 応援歌・テーマソング
- 公式応援歌「戦場のカモシカ」（歌：三四六） - 2007年発表
- 公式イメージソング「夢を叶えよう」（歌：ココロコロン） - 2007年発表[注釈 5]。
- 公式イメージソング「〜GO GO セローズ 勝利の白球アルプスへ〜」（歌：清水まなぶ） - 2007年発表
- 公式イメージソング「ユメパズル」（歌：[ma]） - 2007年発表
- 公式応援ソング「カントリーガール」（歌：パラレルドリーム） - 2014年発表
- 公式応援ソング「Fight Victory」（歌：パラレルドリーム） - 2015年発表